# スリック
スリック（Slick、本名：Kenneth "Ken" Johnson、1957年12月8日 - ）は、アメリカ合衆国の元プロレスリング・マネージャー。テキサス州フォートワース出身のアフリカ系アメリカ人。
1980年代後半から1990年代初頭にかけて、WWFでヒールの黒人マネージャーとして活躍した。そのスマートな体型とスタイリッシュなファッションセンスから、ドクター・オブ・スタイル（The Doctor of Style）の異名を持つ。

## 来歴
1985年、地元テキサスのテキサス・オールスター・レスリング（ショーン・マイケルズがデビューしたサンアントニオ地区の団体）にて、マッド・マックス&ロード・ヒューマンガス（シドニー・ユーディーとは別人）のマネージャーとしてデビュー。
その後、カンザスシティのNWAセントラル・ステーツ地区に入り、黒人ヒールのブッチ・リードのマネージャーを担当。ベテランの黒人スター、ルーファス・R・ジョーンズとの抗争を指揮した。1986年夏、リードがブルーザー・ブロディとのルーザー・リーブス・タウン・マッチに敗れ、リードと共にカンザスシティを追放されたというアングルのもと同地区を離脱、WWFに移籍する。
WWFには、体調不良のためマネージャー業を退くことになったフレッド・ブラッシーの後任として1986年9月より登場。TVショーではブラッシー自身がファンの前でスリックを紹介、アイアン・シークやニコライ・ボルコフらブラッシーが担当していたヒール勢を受け持つこととなり、共にWWF入りしたブッチ・リードのマネージメントも継続。以降、ボビー・ヒーナン、ジミー・ハート、ミスター・フジ、センセーショナル・シェリーらと共に、WWFのリングサイドに欠かせない存在となった。
前任のブラッシー同様に彼もファッショナブルさを売り物とし、毎回新調された細身のスーツを着こなし、コーディネートされたハンチングやソフト帽を被り、指にはたくさんのリングを付けるなど、キザなイメージを演出していた。また、黒人としてのキャラクター設定も強調されており、"Yo, Broda (Brother)" "Hey, Men" "Whatz up?" など、アフリカン・アメリカン式の言い回しやアクセントを意識的に使用（実況担当のゴリラ・モンスーンの名前を「モンソン」などと呼んでいた）。ラップやダンスも得意とし、入場テーマ曲 "Jive Soul Bro." は自らがラップ調の歌を担当、入場時にはディスコダンスも披露した（ジョン・シナは "Five Questions" において、お気に入りだった一番のマネージャーとして彼の名前を挙げている）。
1988年から1989年にかけてはツイン・タワーズ（ビッグ・ボスマン&アキーム）をコントロールしてハルク・ホーガン&ランディ・サベージのメガ・パワーズと抗争。1990年からはパワー&グローリーを率いてタッグマッチ戦線に本格進出したが、当時のWWFはLOD、ハート・ファウンデーション、ナスティ・ボーイズ、デモリッションなどタッグチームの層が厚かったこともあり、王座獲得の機会には恵まれなかった。1991年11月、当時担当していたザ・ウォーロードの抗争相手ブリティッシュ・ブルドッグのパワースラムによる負傷アングルのもと、一時WWFを離脱。
その間、実生活で新生キリスト教徒となったことから、1993年よりベビーフェイスの聖職者 "Reverend Slick" としてWWFに復帰する。服装はマネージャー時代と同様スーツ姿であったが派手な格好は控え、帽子を脱ぎ指輪も外し、番組内で教義を説くなど生まれ変わった姿が見られた。また、アフリカの未開人ギミックのヒールだったカマラをベビーフェイスに転向させ、彼の保護司役を担当。人としての正しい振る舞いを諭し、自分は野獣ではなく真っ当な人間であることを理解させるというストーリーが組まれた（カマラを街に連れ出し、ボウリングを教えるなどのスキットも展開された）。
WWF退団後はバイブル・カレッジで修士号を取得し、地元テキサス州ロングビューのバプテスト教会で牧師に転身、以降説教活動を続けている。2007年4月1日にはレッスルマニア23のバックステージでクライム・タイムのダンス・パーティーに参加し、久々のWWE出演を果たした。同年10月19日にサンフランシスコで行われたファンフェスタにも、ワンマン・ギャング&カマラのマネージャーとして出場（対戦相手はパワーズ・オブ・ペインのザ・バーバリアンとザ・ウォーロード）。2009年からは地元フォートワースのインディー団体IHWEに度々登場している。
2010年11月15日、"Old School edition" と銘打って行われたスペシャル版のWWE『Raw』に出演、サンティーノ・マレラの紹介でリングに登場し、かつてと変わらぬダンスの腕前を披露した。2012年7月23日の『Raw』1000回記念放送 "Raw 1000" では、ダニエル・ブライアンとAJ・リーの結婚式の牧師役を演じた。
2016年4月2日、テキサス州ダラスのアメリカン・エアラインズ・センターにて行われたWWEホール・オブ・フェイムの式典では、殿堂入りを果たしたビッグ・ボスマンのインダクターを務めた。

## 担当選手

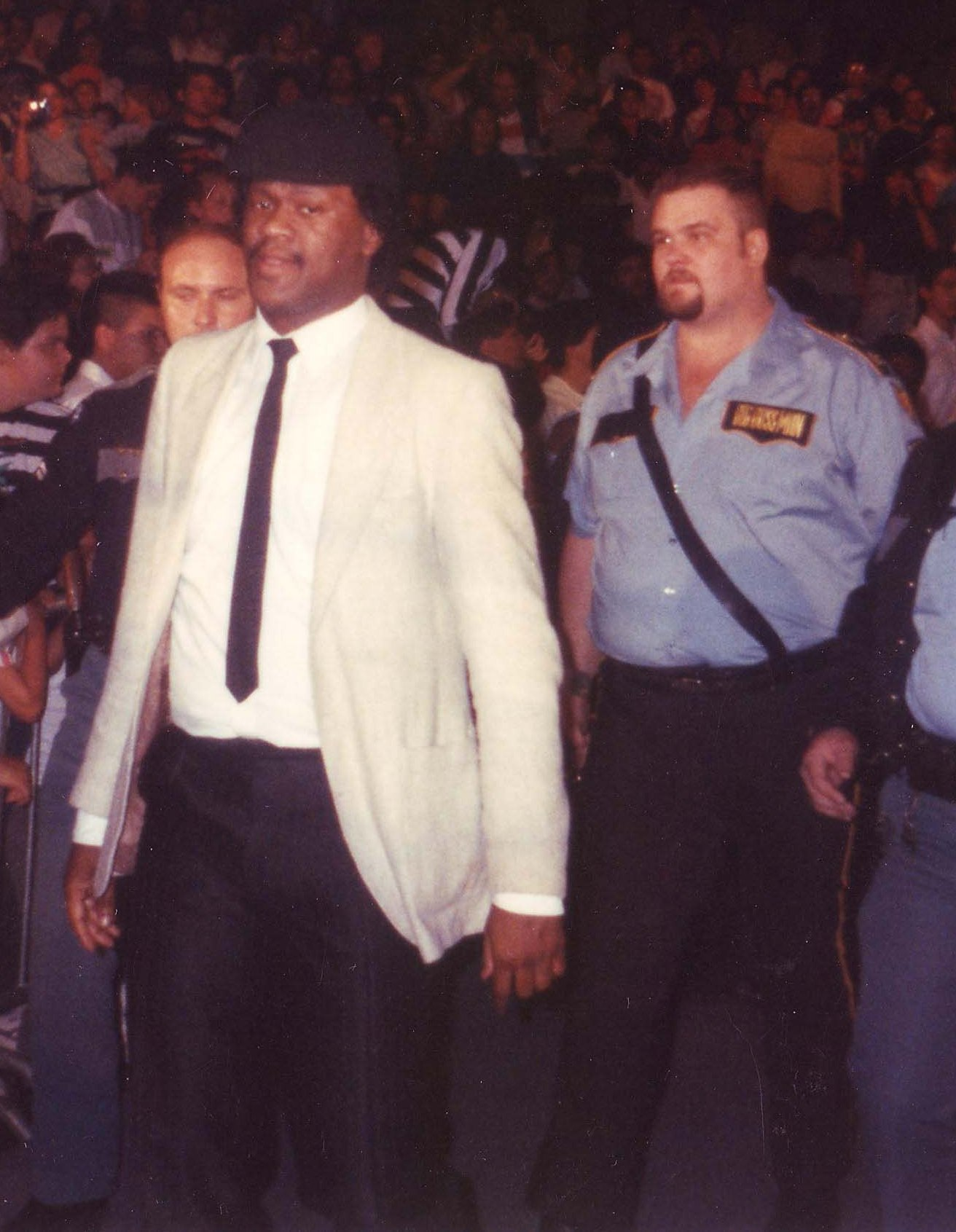
スリック（左）とビッグ・ボスマン

- マッド・マックス（英語版）
- ロード・ヒューマンガス（英語版）
- ティモシー・フラワーズ
- ボビー・ジャガーズ
- ムーンドッグ・モレッティ
- アート・クルーズ（英語版）
- ハクソー・ヒギンズ
- ブッチ・リード
- アイアン・シーク
- ニコライ・ボルコフ
- ボリス・ズーコフ
- ジョニー・K-9（英語版）
- キングコング・バンディ
- ワンマン・ギャング / アキーム
- ビッグ・ボスマン
- "ザ・モデル" リック・マーテル
- ビッグ・マン・スティール
- ハーキュリーズ
- ポール・ローマ
- ザ・ウォーロード
- カマラ